# NGC 759
NGC 759 je galaksija u zviježđu Andromeda.

## Vanjske poveznice
- SEDS: NGC 759